# Jama Shinaide Here We Go! / Dokyū no Go Sign / Wakaindashi!
Singles par Morning Musume
Brand New Morning (...)
(2017) Are You Happy? / A gonna
(2018)
Jama Shinaide Here We Go! / Dokyū no Go Sign / Wakaindashi! (邪魔しないで Here We Go!/弩級のゴーサイン/若いんだし!) est le titre officiel du 64e single de Morning Musume, en fait attribué à "Morning Musume。'17". Certaines éditions du disque sont cependant titrées différemment : Dokyū no Go Sign / Jama Shinaide Here We Go! / Wakaindashi! (弩級のゴーサイン/邪魔しないで Here We Go!/若いんだし!) ou Wakaindashi! / Jama Shinaide Here We Go! / Dokyū no Go Sign (若いんだし/邪魔しないで Here We Go!/弩級のゴーサイン!).

## Présentation
Le single, majoritairement écrit, composé et produit par Tsunku, sort le 4 octobre 2017 au Japon sur le label zetima, sept mois après le précédent single du groupe, Brand New Morning / Jealousy Jealousy. Il atteint la 2e place du classement hebdomadaire des ventes de l'Oricon.
C'est le deuxième disque (audio) que sort le groupe sous son appellation temporaire "Morning Musume '17" (モーニング娘。’17, prononcé « one seven ») utilisée durant l'année 2017. C'est à nouveau un single "triple face A" officiel, contenant trois chansons principales et leurs versions instrumentales (Jama Shinaide Here We Go!, Dokyū no Go Sign et Wakaindashi!). 
C'est le premier disque du groupe enregistré avec la nouvelle membre de la 14e génération intégrée en milieu d'année, Chisaki Morito. Masaki Satō, absente du précédent single pour cause de blessure, est de retour pour celui-ci. C'est le dernier disque du groupe avec Haruka Kudō, qui a prévu le quitter prochainement.
Le single sort en trois éditions régulières différentes notées "A", "B", et "C", avec des pochettes différentes et incluant une carte de collection (sur quinze possible pour chaque édition de ce single : une de chacune des quatorze membres, et une du groupe, en costumes de scène différents pour la "A", la "B", ou la "C"). Il sort également dans cinq éditions limitées, notées "A", "B", "C", "SP" (spéciale), et "Kudo Haruka (Morning Musume '17)", avec des pochettes différentes et contenant chacune un DVD différent en supplément. 
L'ordre des chansons est le même sur toutes les éditions, mais leurs couvertures sont titrées différemment : les éditions "A" (et "SP") sont titrées Jama Shinaide Here We Go! / Dokyū no Go Sign / Wakaindashi! (avec un DVD consacré à la première chanson), les "B" sont titrées Dokyū no Go Sign / Jama Shinaide Here We Go! / Wakaindashi! (avec un DVD consacré à Dokyū no Go Sign), et les "C" Wakaindashi! / Jama Shinaide Here We Go! / Dokyū no Go Sign (avec un DVD consacré à Wakaindashi!).
L'édition limitée spéciale (SP) sort à l'occasion de la 20e année d'existence du groupe, comme cela avait déjà été fait pour le single précédent sorti lui aussi dans l'année, et inclut un ticket de loterie pour participer à une rencontre avec le groupe. L'édition limitée "Kudo Haruka (Morning Musume '17)" sort pour célébrer le départ de Haruka Kudō, qui figure seule sur sa pochette (titrée de son seul nom : Haruka Kudo - Morning Musume '17), avec un DVD lui étant consacré.
Les trois chansons figureront sur l'album 15 Thank You, Too qui sortira en fin d'année.

## Formation
Membres du groupe créditées sur le single :
- 9e génération : Mizuki Fukumura, Erina Ikuta
- 10e génération : Haruna Iikubo, Ayumi Ishida, Masaki Satō, Haruka Kudō (dernier single)
- 11e génération : Sakura Oda
- 12e génération : Haruna Ogata, Miki Nonaka, Maria Makino, Akane Haga
- 13e génération : Kaede Kaga, Reina Yokoyama
- 14e génération (début) : Chisaki Morito

## Liste des titres
Les titres n°1 et 3 (et 4 et 6) sont écrits et composés par Tsunku ; le n°2 (et 5) est écrit par Ameko Kodama et composé par Sho Hoshibe.
| 1. | Jama Shinaide Here We Go! (邪魔しないで Here We Go!)                    | 04:34 |
| 2. | Dokyū no Go Sign (弩級のゴーサイン)                                     | 03:49 |
| 3. | Wakaindashi! (若いんだし!)                                              | 05:11 |
| 4. | Jama Shinaide Here We Go! (instrumental) (邪魔しないで Here We Go! ...) | 04:35 |
| 5. | Dokyū no Go Sign (instrumental) (弩級のゴーサイン ...)                  | 03:49 |
| 6. | Wakaindashi! (instrumental) (若いんだし! ...)                           | 05:12 |

| 1. | Jama Shinaide Here We Go! (Music Video) (邪魔しないで Here We Go! ...) |  |

| 1. | Dokyū no Go Sign (Music Video) (弩級のゴーサイン ...) |  |

| 1. | Wakaindashi! (Music Video) (若いんだし! ...) |  |

| 1. | Jama Shinaide Here We Go! (Dance Shot ver.) (邪魔しないで Here We Go! ...) |  |
| 2. | Dokyū no Go Sign (Dance Shot ver.) (弩級のゴーサイン ...)                  |  |
| 3. | Wakaindashi! (Dance Shot ver.) (若いんだし! ...)                           |  |

| 1. | Wakaindashi! (Kudo Haruka Solo Ver.) (若いんだし! (工藤 遥 Solo Ver.)) |  |
| 2. | Wakaindashi! (Satsuei Making Eizou) (若いんだし! (撮影メイキング映像)) |  |